# Juan Tirado Figueroa
Juan Tirado Figueroa (Escacena del Campo, 17 de octubre de 1903 - Argel, 3 de enero de 1939) fue un político y abogado español, militante del PSOE. Elegido diputado entre 1933 y 1936 y presidente de la Diputación de Huelva en 1936. 

## Biografía
Ejerció como abogado jurídico para el sindicato minero de UGT. En 1931 se afilió al PSOE, partido en el que desarrollaría toda su carrera política. 
En 1932 participó en la Comisión de Responsabilidades creada por la Diputación de Huelva tras el intento de golpe de Estado y la detención en Huelva del general Sanjurjo.
En 1933 entra en la logia masónica Francisco Esteva nº 39 de Huelva.
 Es elegido Diputado a Cortes en la segunda vuelta de las elecciones generales celebradas el día 3 de diciembre de ese mismo año.
En 1934 apoya la insurrección conocida como Revolución de Asturias y, tras su fracaso, cruza desde Huelva a Portugal donde es detenido y entregado a las autoridades españolas.
En 1936 es elegido concejal en el Ayuntamiento de Huelva y presidente de la Diputación Provincial. Tras el pronunciamiento del 18 de julio toma, junto con otros dirigentes provinciales, el control de la situación en la ciudad de Huelva que en esos primeros momentos no se suma a la sublevación militar. Al día siguiente partió junto con la Columna minera en dirección a Sevilla. Fueron interceptados y vencidos en La Pañoleta (Camas), logrando Juan Tirado huir junto con otros dirigentes de la izquierda provincial como Luis Cordero Bel, Rafael Jurado Chacon y Juan Gutiérrez Prieto.
En 1937 es nombrado cónsul interino en Argel por el gobierno de la República y posteriormente vicecónsul en Orán. Fue asesinado de un disparo en Argel el 3 de enero de 1939 en circunstancias que nunca se han aclarado.
Su madre —Ramona Figueroa Cáceres, viuda de 60 años— fue detenida y encarcelada en Huelva el 20 de agosto de 1936, siendo liberada el 31 de octubre y quedando bajo custodia de otro de sus hijos, el médico falangista Andrés Tirado Figueroa.

## Enlaces
Histórico de Diputados